# Tartanedo
Tartanedo bezeichnet einen Ort und eine Gemeinde (municipio) mit 157 Einwohnern (Stand: 2024) im Nordosten der Provinz Guadalajara in der Autonomen Gemeinschaft Kastilien-La Mancha in Zentralspanien. Neben dem Hauptort Tartanedo gehören die Ortschaften Amayas, Concha, Hinojosa und Labros zur Gemeinde.

## Lage
Tartanedo liegt im Iberischen Gebirge im Osten der Provinz Guadalajara in einer Höhe von 1115 m. Die Entfernung zur westsüdwestlich gelegenen Provinzhauptstadt Guadalajara beträgt ca. 125 Kilometer (Fahrtstrecke). 

## Bevölkerungsentwicklung
| Jahr      | 1960 | 1970 | 1981 | 1991 | 2001 | 2011 | 2021 |
| Einwohner | 330  | 138  | 307  | 244  | 189  | 173  | 146  |

## Sehenswürdigkeiten
- Bartholomäuskirche in Tartanedo
- Johannes-der-Täufer-Kirche in Concha
- Andreaskirche in Hinojosa
- Katharinenkapelle in Hinojosa
- Kapelle von Labros

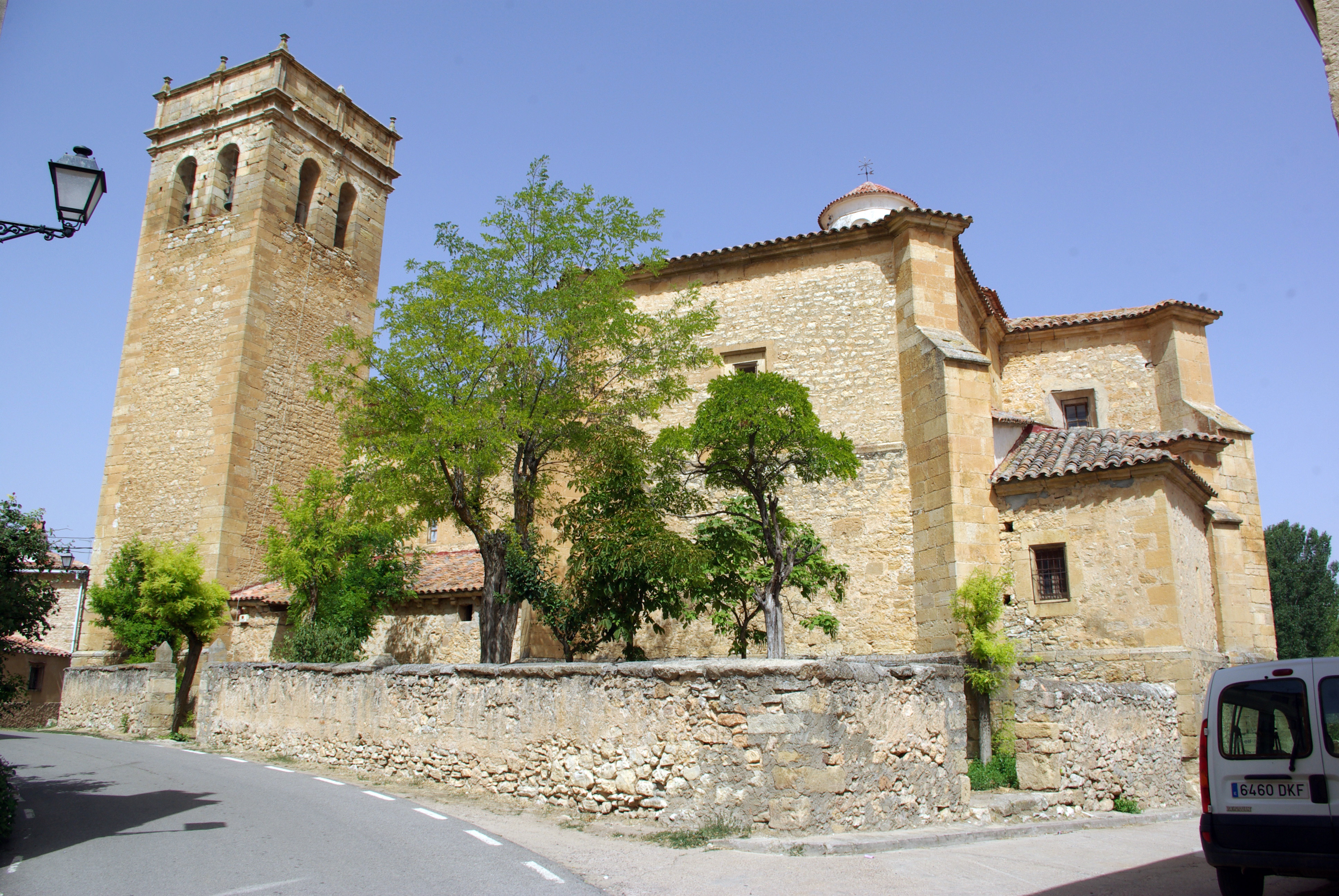
Bartholomäuskirche
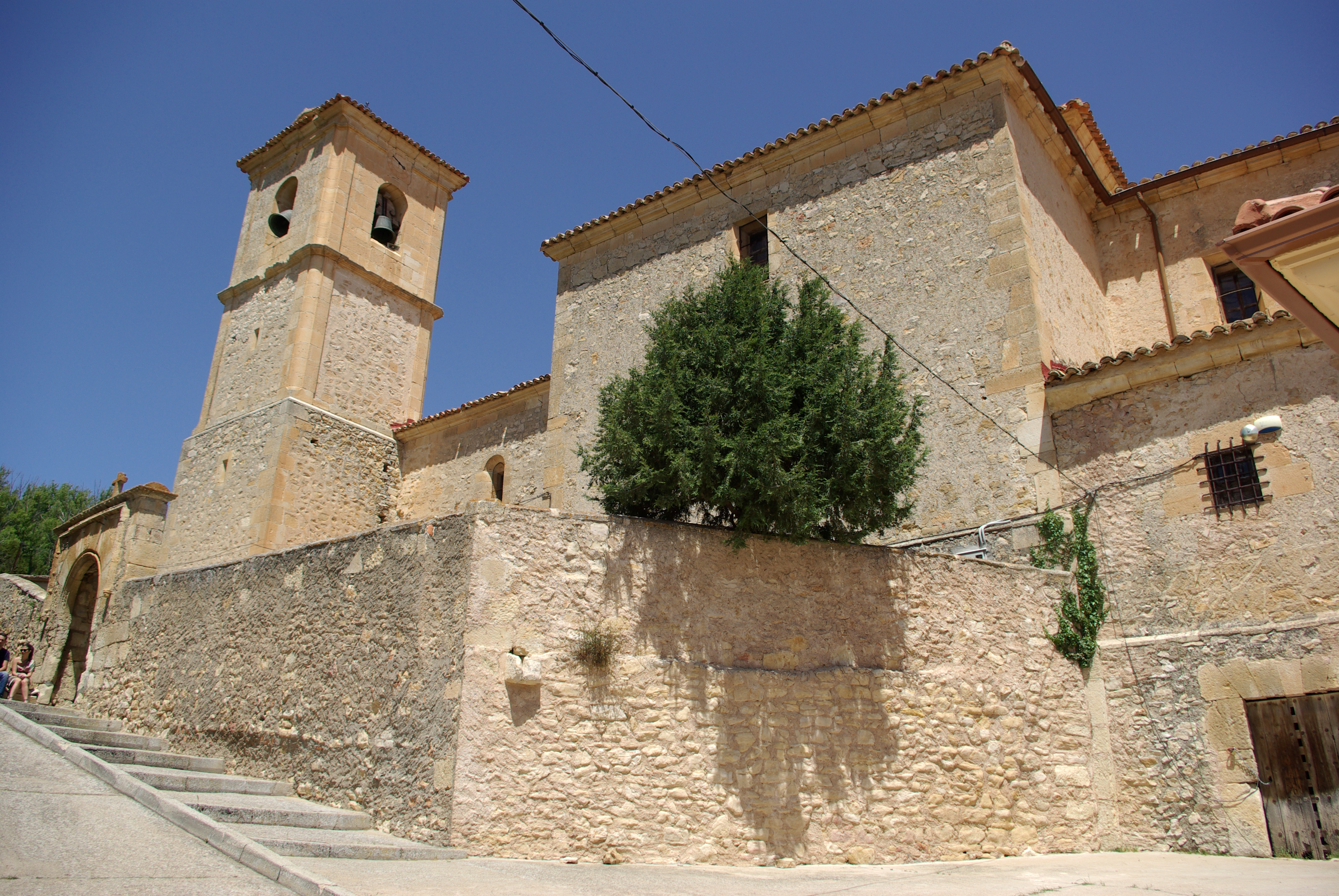
Andreaskirche
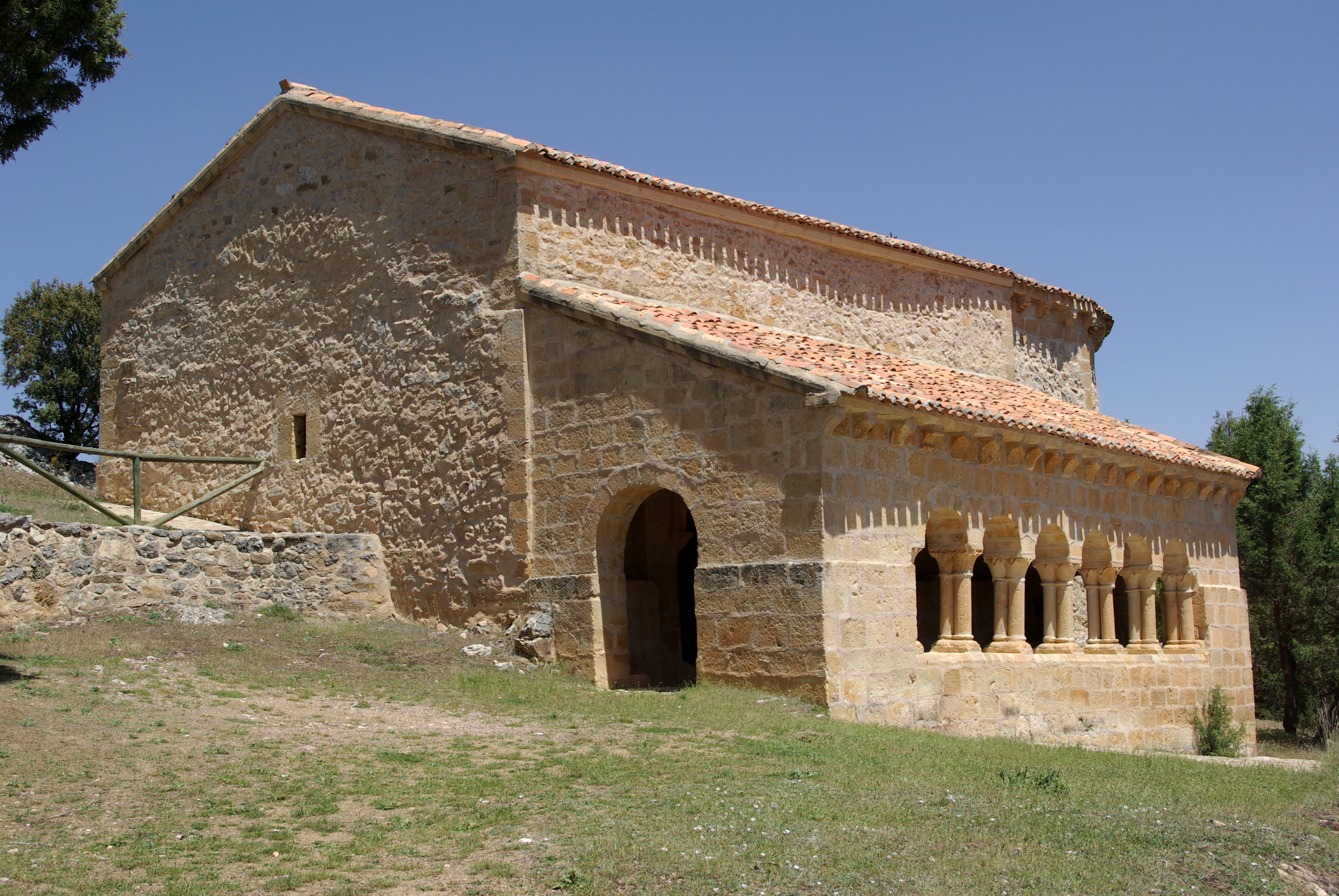
Katharinenkapelle
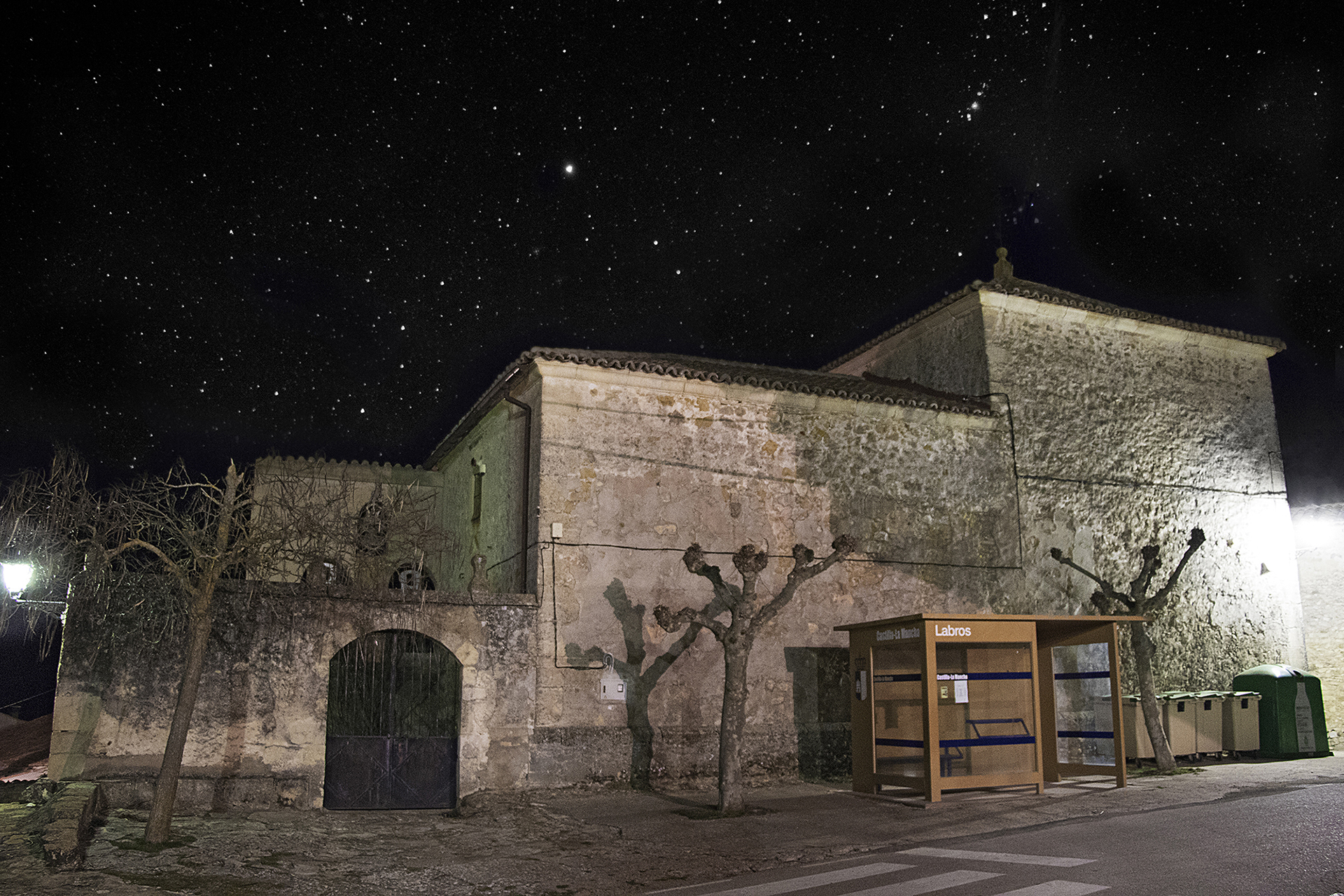
Kapelle von Labros